# Jan Verhaas

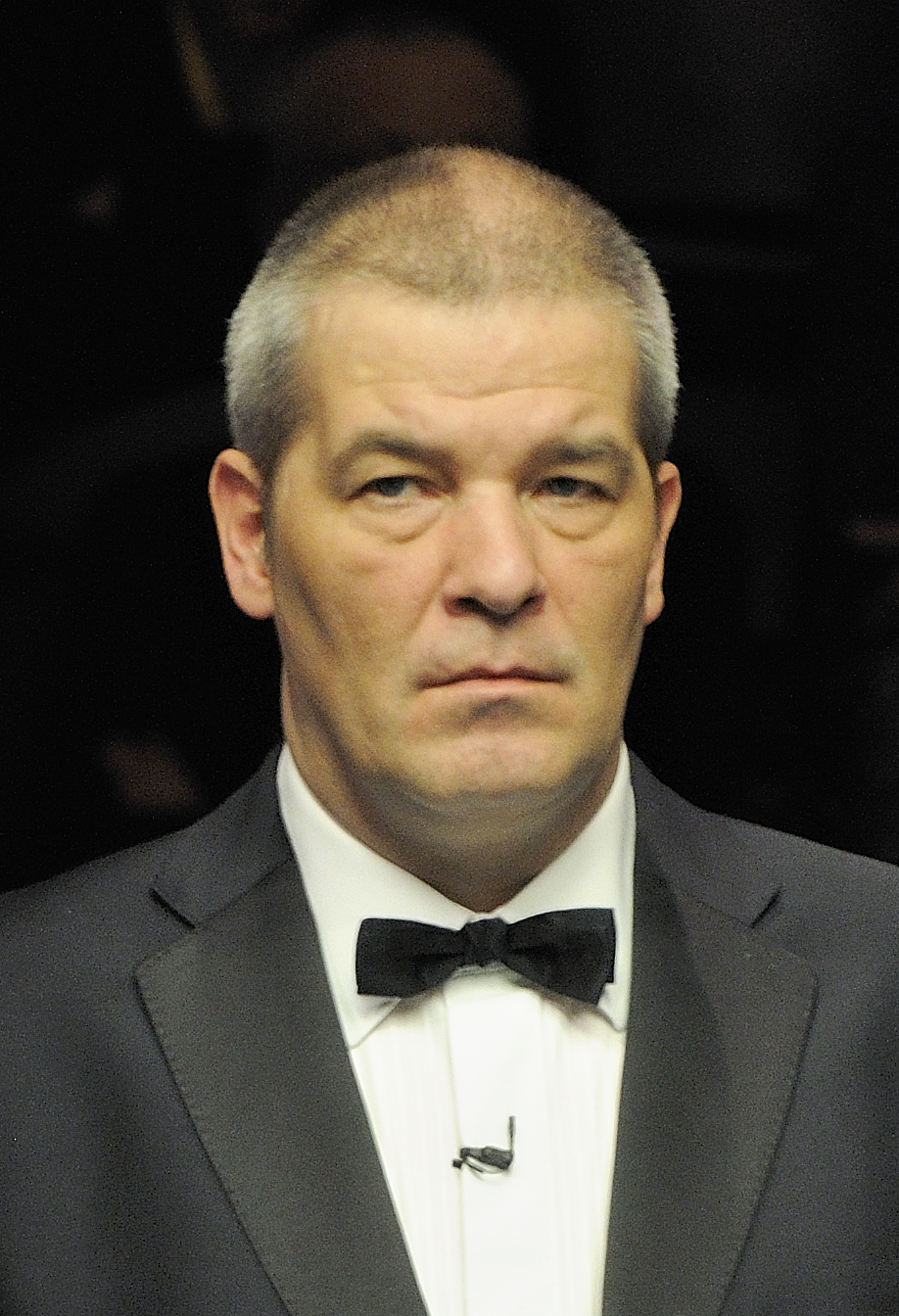
Jan Verhaas beim German Masters 2013

Jan Verhaas (* 5. Oktober 1966 in Maassluis) ist ein niederländischer Snookerschiedsrichter und -funktionär. Er gehört zu den bekanntesten Vertretern in seiner Sportart und leitete sechsmal das Finale der Snookerweltmeisterschaft. In späteren Jahren engagiert er sich auch im Snookerweltverband WPBSA und war drei Jahre lang Mitglied des Vorstands.

## Leben
Bevor Verhaas seine Karriere als professioneller Schiedsrichter begann, arbeitete er bis in die 1980er Jahre als Prozesssteuerer bei Shell Chemie. Nachdem ein Freund von ihm 1989 einen Snooker-Klub in Rotterdam eröffnet hatte, begeisterte sich Verhaas für diese Sportart und begann eine Ausbildung zum Schiedsrichter. Bereits ein Jahr später besaß er die „Klasse-3-Lizenz“ der WPBSA. Sein erster Einsatz auf der Snooker Main Tour folgte 1993. Das erste von ihm geleitete Spiel auf Profiebene war eine Partie zwischen Steve Davis und Tony Drago. 1995 erwarb er die „Klasse-1-Lizenz“.
Als erster nicht-britischer Schiedsrichter leitete er 2003 ein WM-Finale, in dem sich Ken Doherty und Mark J. Williams gegenüberstanden. Auch fünf weitere WM-Finalpartien leitete er als Schiedsrichter (2006, 2008, 2011, 2013 und 2017). Auch bei anderen großen Turnieren wie der UK Championship (2005, 2006, 2008 und 2015) oder dem Masters (insgesamt acht Mal, zuletzt 2019) leitete er mindestens ein Endspiel.
In den 2010ern begann Verhaas, sich darüber hinaus im professionellen Snookersport zu engagieren. Am 14. Dezember 2016 wurde Verhaas mit 14:4 Stimmen für den aus gesundheitlichen Gründen zurückgetretenen Schiedsrichtervertreter Alan Chamberlain als Direktor in den Vorstand der World Professional Billiards & Snooker Association (WPBSA) gewählt. Dieses Amt übte er bis 2019 aus. In dieser Zeit bekam er auch den Vorsitz des Regelkomitees des Verbands. In dieser Funktion war er maßgeblich an den aktualisierten Regelwerken von 2019 bis 2024 beteiligt.
Bei Turnieren übernahm er die Rolle als Oberschiedsrichter und war immer häufiger an der Turnierorganisation beteiligt. Als Schiedsrichterobmann war er darüber hinaus in der Förderung und Beurteilung neuer Schiedsrichter tätig und wirkte bei der Entwicklung der Schiedsrichterausbildung mit, unter anderem auch beim englischen Verband EPSB.
Nach der Weltmeisterschaft 2025, wo er noch einmal ein Achtelfinalmatch von Ronnie O’Sullivan geleitet hatte, gab Verhaas bekannt, dass er nach fast 35-jähriger Tätigkeit im professionellen Snooker seine Schiedsrichtertätigkeit beendet. Neben seiner Beanspruchung durch die organisatorischen Tätigkeiten nannte er auch eine gesundheitliche Beeinträchtigung nach einem Motorradunfall zwei Jahre zuvor als Grund. Er blieb aber weiter für den Verband als Organisator von Turnieren und in der Schiedsrichterfortbildung als Referee Development Manager tätig.